# Мелонін Ноумонві
Мелонін Ноумонві (фр. Mélonin Noumonvi; нар. 10 жовтня 1982, Париж) — французький борець греко-римського стилю, чемпіон та срібний призер чемпіонатів світу, чотириразовий призер чемпіонатів Європи, срібний призер кубку світу, бронзовий призер Європейських ігор, дворазовий чемпіон Середземноморських ігор, учасник трьох Олімпійських ігор.

## Біографія
Боротьбою почав займатися з 1989 року.
Виступав за борцівський клуб міста Баньоле. Тренери: Дідьє Дюсьє (з 1989), Патріс Мур'є (з 2002).

## Спортивні результати на міжнародних змаганнях

### Виступи на Олімпіадах
| Змагання                    | Збірна  | Вагова категорія                 | Місце |
| --------------------------- | ------- | -------------------------------- | ----- |
| Літні Олімпійські ігри 2004 | Франція | греко-римська боротьба, до 84 кг | 16    |
| Літні Олімпійські ігри 2008 | Франція | греко-римська боротьба, до 84 кг | 5     |
| Літні Олімпійські ігри 2012 | Франція | греко-римська боротьба, до 84 кг | 5     |

### Виступи на Чемпіонатах світу
| Змагання                        | Збірна  | Вагова категорія                 | Місце  |
| ------------------------------- | ------- | -------------------------------- | ------ |
| Чемпіонат світу з боротьби 2002 | Франція | греко-римська боротьба, до 84 кг | 21     |
| Чемпіонат світу з боротьби 2003 | Франція | греко-римська боротьба, до 84 кг | 9      |
| Чемпіонат світу з боротьби 2005 | Франція | греко-римська боротьба, до 84 кг | 22     |
| Чемпіонат світу з боротьби 2006 | Франція | греко-римська боротьба, до 84 кг | 19     |
| Чемпіонат світу з боротьби 2007 | Франція | греко-римська боротьба, до 84 кг | 19     |
| Чемпіонат світу з боротьби 2009 | Франція | греко-римська боротьба, до 84 кг | Срібло |
| Чемпіонат світу з боротьби 2010 | Франція | греко-римська боротьба, до 84 кг | 24     |
| Чемпіонат світу з боротьби 2011 | Франція | греко-римська боротьба, до 84 кг | 20     |
| Чемпіонат світу з боротьби 2013 | Франція | греко-римська боротьба, до 96 кг | 9      |
| Чемпіонат світу з боротьби 2014 | Франція | греко-римська боротьба, до 85 кг | Золото |
| Чемпіонат світу з боротьби 2015 | Франція | греко-римська боротьба, до 85 кг | 25     |
| Чемпіонат світу з боротьби 2017 | Франція | греко-римська боротьба, до 98 кг | 7      |
| Чемпіонат світу з боротьби 2018 | Франція | греко-римська боротьба, до 97 кг | 10     |
| Чемпіонат світу з боротьби 2019 | Франція | греко-римська боротьба, до 97 кг | 10     |
| Чемпіонат світу з боротьби 2021 | Франція | греко-римська боротьба, до 97 кг | 20     |

### Виступи на Чемпіонатах Європи
| Змагання                         | Збірна  | Вагова категорія                 | Місце  |
| -------------------------------- | ------- | -------------------------------- | ------ |
| Чемпіонат Європи з боротьби 2002 | Франція | греко-римська боротьба, до 84 кг | 14     |
| Чемпіонат Європи з боротьби 2004 | Франція | греко-римська боротьба, до 84 кг | 15     |
| Чемпіонат Європи з боротьби 2005 | Франція | греко-римська боротьба, до 84 кг | 12     |
| Чемпіонат Європи з боротьби 2006 | Франція | греко-римська боротьба, до 84 кг | Бронза |
| Чемпіонат Європи з боротьби 2007 | Франція | греко-римська боротьба, до 84 кг | Бронза |
| Чемпіонат Європи з боротьби 2008 | Франція | греко-римська боротьба, до 84 кг | 10     |
| Чемпіонат Європи з боротьби 2009 | Франція | греко-римська боротьба, до 84 кг | 7      |
| Чемпіонат Європи з боротьби 2010 | Франція | греко-римська боротьба, до 84 кг | Бронза |
| Чемпіонат Європи з боротьби 2012 | Франція | греко-римська боротьба, до 84 кг | 23     |
| Чемпіонат Європи з боротьби 2013 | Франція | греко-римська боротьба, до 96 кг | Бронза |
| Чемпіонат Європи з боротьби 2014 | Франція | греко-римська боротьба, до 98 кг | 5      |
| Чемпіонат Європи з боротьби 2018 | Франція | греко-римська боротьба, до 97 кг | 16     |
| Чемпіонат Європи з боротьби 2019 | Франція | греко-римська боротьба, до 97 кг | 15     |

### Виступи на Європейських іграх
| Змагання              | Збірна  | Вагова категорія                 | Місце  |
| --------------------- | ------- | -------------------------------- | ------ |
| Європейські ігри 2015 | Франція | греко-римська боротьба, до 98 кг | Бронза |
| Європейські ігри 2019 | Франція | греко-римська боротьба, до 97 кг | 9      |

### Виступи на Середземноморських іграх
| Змагання                    | Збірна  | Вагова категорія                 | Місце  |
| --------------------------- | ------- | -------------------------------- | ------ |
| Середземноморські ігри 2005 | Франція | греко-римська боротьба, до 84 кг | Бронза |
| Середземноморські ігри 2009 | Франція | греко-римська боротьба, до 84 кг | Бронза |
| Середземноморські ігри 2013 | Франція | греко-римська боротьба, до 96 кг | Золото |
| Середземноморські ігри 2018 | Франція | греко-римська боротьба, до 97 кг | Золото |

### Виступи на Кубках світу
| Змагання                    | Збірна  | Вагова категорія                 | Місце  |
| --------------------------- | ------- | -------------------------------- | ------ |
| Кубок світу з боротьби 2009 | Франція | греко-римська боротьба, до 84 кг | Срібло |
| Кубок світу з боротьби 2020 | Франція | греко-римська боротьба, до 97 кг | 16     |

### Виступи на інших змаганнях
| Змагання                                                         | Збірна  | Вагова категорія                 | Місце  |
| ---------------------------------------------------------------- | ------- | -------------------------------- | ------ |
| Гран-прі Німеччини з боротьби 2003                               | Франція | греко-римська боротьба, до 84 кг | 7      |
| Гран-прі Німеччини з боротьби 2007                               | Франція | греко-римська боротьба, до 84 кг | 5      |
| Турнір Дана Колова — Николи Петрова 2007                         | Франція | греко-римська боротьба, до 84 кг | Срібло |
| Олімпійський кваліфікаційний турнір з боротьби 2008 (Роме-Остія) | Франція | греко-римська боротьба, до 84 кг | Золото |
| Гран-прі Німеччини з боротьби 2008                               | Франція | греко-римська боротьба, до 84 кг | Золото |
| Турнір Дана Колова — Николи Петрова 2008                         | Франція | греко-римська боротьба, до 84 кг | Золото |
| Міжнародний турнір «Cristo Lutte» 2009                           | Франція | греко-римська боротьба, до 84 кг | Золото |
| Золотий Гран-прі з боротьби 2010 (Сомбатгей)                     | Франція | греко-римська боротьба, до 84 кг | Срібло |
| Гран-прі Німеччини з боротьби 2010                               | Франція | греко-римська боротьба, до 96 кг | Золото |
| Міжнародний турнір «Cristo Lutte» 2011                           | Франція | греко-римська боротьба, до 84 кг | Золото |
| Кубок Гранми з боротьби 2011                                     | Франція | греко-римська боротьба, до 84 кг | Золото |
| Олімпійський кваліфікаційний турнір з боротьби 2012 (Софія)      | Франція | греко-римська боротьба, до 84 кг | 10     |
| Олімпійський кваліфікаційний турнір з боротьби 2012 (Тайюань)    | Франція | греко-римська боротьба, до 84 кг | Бронза |
| Кубок Владислава Пітласинські 2013                               | Франція | греко-римська боротьба, до 96 кг | 18     |
| Золотий Гран-прі з боротьби 2014 (Париж)                         | Франція | греко-римська боротьба, до 98 кг | Срібло |
| Відкритий чемпіонат Стокгольма з боротьби 2014                   | Франція | греко-римська боротьба, до 98 кг | Бронза |
| Кубок Владислава Пітласинські 2014                               | Франція | греко-римська боротьба, до 85 кг | Золото |
| Гран-прі Парижа з боротьби 2015                                  | Франція | греко-римська боротьба, до 98 кг | Срібло |
| Кубок Владислава Пітласинські 2015                               | Франція | греко-римська боротьба, до 85 кг | 28     |
| Гран-прі Парижа з боротьби 2016                                  | Франція | греко-римська боротьба, до 98 кг | Срібло |
| Олімпійський кваліфікаційний турнір з боротьби 2016 (Зренянин)   | Франція | греко-римська боротьба, до 85 кг | 8      |
| Олімпійський кваліфікаційний турнір з боротьби 2016 (Улан-Батор) | Франція | греко-римська боротьба, до 85 кг | 12     |
| Гран-прі Парижа з боротьби 2017                                  | Франція | греко-римська боротьба, до 98 кг | 5      |
| Гран-прі Іспанії з боротьби 2017                                 | Франція | греко-римська боротьба, до 98 кг | Золото |
| Турнір Дана Колова — Николи Петрова 2018                         | Франція | греко-римська боротьба, до 97 кг | Бронза |
| Гран-прі Німеччини з боротьби 2018                               | Франція | греко-римська боротьба, до 97 кг | Бронза |
| Henri Deglane Challenge 2019                                     | Франція | греко-римська боротьба, до 97 кг | Золото |
| Cerro Pelado International 2019                                  | Франція | греко-римська боротьба, до 97 кг | Бронза |
| Турнір Г. Картозія і В. Балавадзе 2019                           | Франція | греко-римська боротьба, до 97 кг | Бронза |
| Меморіал Маттео Пелліконе 2020                                   | Франція | греко-римська боротьба, до 97 кг | Бронза |
| Кубок Владислава Пітласинські 2020                               | Франція | греко-римська боротьба, до 97 кг | Золото |
| Олімпійський кваліфікаційний турнір з боротьби 2020 (Будапешт)   | Франція | греко-римська боротьба, до 97 кг | 15     |
| Олімпійський кваліфікаційний турнір з боротьби 2020 (Софія)      | Франція | греко-римська боротьба, до 97 кг | 8      |

### Виступи на змаганнях молодших вікових груп
| Змагання                                       | Збірна  | Вагова категорія                 | Місце |
| ---------------------------------------------- | ------- | -------------------------------- | ----- |
| Чемпіонат світу з боротьби серед кадетів 1998  | Франція | греко-римська боротьба, до 76 кг | 4     |
| Чемпіонат світу з боротьби серед кадетів 1999  | Франція | греко-римська боротьба, до 76 кг | 8     |
| Чемпіонат світу з боротьби серед юніорів 2000  | Франція | греко-римська боротьба, до 85 кг | 20    |
| Чемпіонат світу з боротьби серед юніорів 2001  | Франція | греко-римська боротьба, до 85 кг | 4     |
| Чемпіонат Європи з боротьби серед юніорів 2002 | Франція | греко-римська боротьба, до 85 кг | 4     |